# Reality Kings
Reality Kings é uma empresa de produção de filmes adultos na internet sediada em Miami Beach, Flórida. A rede foi lançada em 2000 com seu primeiro site adulto, cumfiesta.com. Outras marcas sucederam-se, como milfhunter.com, captainstabbin.com, 8thstreetlatinas.com e roundandbrown.com. Desde a sua criação, a Reality Kings criou uma rede de websites com uma ampla variedade de gêneros, incluindo: MILF, Amador, Ebony, Latina, Adolescentes, Big Breast e Pornô Real.